# Tortula lanceolata
Tortula lanceolata là một loài Rêu trong họ Pottiaceae. Loài này được (Hedw.) Lindb. miêu tả khoa học đầu tiên năm 1879.